# Archipel de Las Aves
Ne doit pas être confondu avec Isla de Aves.
L'archipel de Las Aves (« Les Oiseaux ») est une dépendance fédérale du Venezuela.

## Géographie
Cet archipel est situé entre Bonaire et l'archipel de Los Roques, il est composé de :
- Aves de Barlovento
  - Isla Aves de Barlovento
  - Isla Tesoro
  - Cayo Bubi
  - Cayo de Las Bobas
- Aves de Sotavento
  - Isla Aves de Sotavento
  - Isla Larga
  - Cayo Tirra
  - Isla Saquisaqui
  - Cayos de La Colonia
  - Isla Maceta
  - Cayo Sterna

En mai 1678, une expédition française commandée par l'amiral Comte Jean II d'Estrées  voulut s'emparer de l'île hollandaise de Curaçao, mais son inexpérience nautique et son obstination à refuser de suivre les avis de ses officiers et pilotes qui connaissaient parfaitement la configuration et les dangers de ces eaux provoquèrent la perte de la plus grande partie de son escadre (7 vaisseaux, 3 frégates et 7 navires auxiliaires) sur les récifs des Archipel de Aves. Cette monumentale erreur de navigation, unique dans l'histoire maritime française, n'entraîna cependant aucune sanction contre son auteur.